# Султан, Юма
Юма Султан, или Джума Султан (англ. Juma Sultan; р. 13 апреля 1942, Монровия, Калифорния, США) — американский перкуссионист, известный своим кратким сотрудничеством с Джимми Хендриксом, который быстро понял, что не нуждается в Султане, так как инструмент просто запутывал игру, и поэтому Юма покинул его.
В 1969 году Султана пригласил Джимми Хендрикс на фестиваль в Вудстоке в качестве перкуссиониста, а также он был задействован в его группе Gypsy Sun and Rainbows. Султан принял участие в шоу Дика Каветта и в специальном шоу в Гарлеме, Нью-Йорк, несколькими неделями позже. У него было взято развёрнутое интервью для документальных фильмов «Jimi Hendrix» и «Джимми Хендрикс: Жизнь в Вудстоке». Также он записывался с такими исполнителями, как: Archie Shepp, Noah Howard, Kalaparusha Maurice McIntyre, Сонни Саймонс, Daoud Haroon, Asha Nan, Emmeretta Marks, Don Moore Band и Sankofa. В настоящее время он играет с группой Sankofa африканских исполнителей, группой Sons of Thunder и с Thom Buchanan.
В 2006 году университет Кларксона с Юмой Султаном получили грант Национального фонда искусств для сохранения принадлежащей Султану аудио и видео-документации авангардного джаза 1960-х и 1970-х годов. Коллекция может быть просмотрена на ресурсе www.jumasarchive.org.
В период 30 июля — 1 августа 2010 Юма принимал участие в Национальном рок-коне.

## Избранная дискография
1. 1969: Manhattan Egos — Sonny Simmons — басы, конго
2. 1969: The Black Ark — Noah Howard — конго
3. 1971: The Cry of Love — Jimi Hendrix — перкуссия
4. 1971: Rainbow Bridge — Jimi Hendrix — конго, перкуссия
5. 1971: Things Have Got to Change — Archie Shepp — перкуссия в «Money Blues» (не указан)
6. 1972: Attica Blues — Archie Shepp — перкуссия
7. 1972: Live at the Village Vanguard — Noah Howard — перкуссия
8. 1973: Jimi Hendrix(Soundtrack) — перкуссия
9. 1975: Crash Landing — Джимми Хендрикс — перкуссия
10. 1977: Kwanza — Kalaparusha Maurice McIntyre — перкуссия
11. 1994: Woodstock — Джимми Хендрикс — перкуссия
12. 1995: Voodoo Soup — Jimi Hendrix — перкуссия
13. 1997: First Rays of the New Rising Sun — Джимми Хендрикс — перкуссия
14. 1997: South Saturn Delta — Джимми Хендрикс — перкуссия
15. 1999: Live at Woodstock — Джимми Хендрикс — перкуссия
16. 2000: The Jimi Hendrix Experience — Джимми Хендрикс — перкуссия
17. 2010: Valleys of Neptune — Джимми Хендрикс — перкуссия
18. 2010: The Juice Quartet Archives: Volumes 1,2, & 3 — Alan Glover — конго
19. 2010: West Coast Seattle Boy: The Jimi Hendrix Anthology — Джимми Хендрикс — перкуссия
20. 2010: Live at Woodstock (Deluxe Edition) — Джимми Хендрикс — перкуссия
21. 2011: Father of Origin — Juma Sultan’s Aboriginal Music Society — басы, ручные барабаны и перкуссия, ahoudt, деревянные флейты

## Избранная фильмография и видеография
1. 1969: Джими Хендрикс: Шоу Дика Каветта[англ.]
2. 1970: Вудсток
3. 1992: Джими Хендрикс в Вудстоке
4. 1999: Джими Хендрикс: Жизнь в Вудстоке
5. 2000: Биография (сериал)[англ.] — Jimi Hendrix: The Man They Made God
6. 2010: Джими Хендрикс : Blues (Deluxe Version)
7. 2010: Биография (сериал)[англ.] — Jimi Hendrix: Voodoo Child